# Ульмские гнёзда

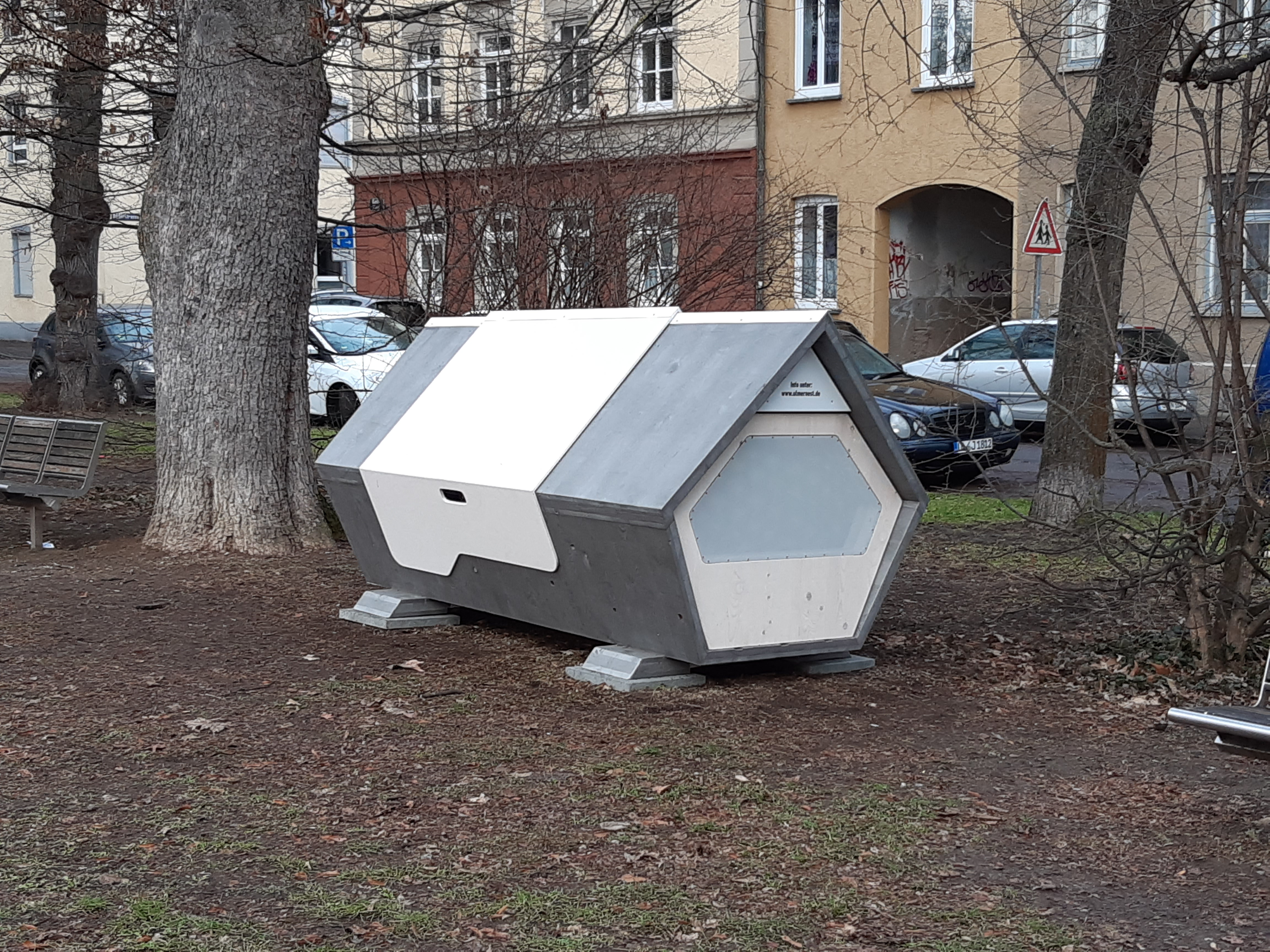
Капсула неотложного сна для бездомных в парке города Ульма

Ульмские гнёзда (нем. Ulmer Nester — «Ульмер Нестер») — уличные «умные» спальные капсулы для бездомных, установленные в немецком городе Ульме. Капсулы служат временным пристанищем, защищающим от мороза, а также от нападений.

## Описание
Пилотный проект «Ульмские гнёзда» был задуман властями города в 2019 году. Шесть местных компаний создали автономные спальные капсулы для бездомных по заказу городских властей. Конструкция капсул была согласована с представителями пожарной службы, полиции, социальных центров, медицинских учреждений и клининговых компаний. Сначала в качестве эксперимента было установлено две спальные капсулы в центральном городском парке на площади Карлсплац, окружённой жилыми домами.
Так как реакция общественности на капсулы была неизвестна, их установка рассматривалась с осторожностью и в разных местах: либо в тихом и малолюдном парке, либо на оживлённой площади. В итоге разработчики попробовали оба места и были удивлены тем, насколько капсулы оказались популярны, а также тем, что местные жители подключились к программе и стали приносить нуждающимся горячие напитки. Ночлежка предлагалась всем нуждающимся, без регистрации и прочих формальностей: вечером «гнездо» автоматически разблокировывается. В капсулах отсутствуют камеры видеонаблюдения, поэтому их посещение остаётся анонимным.
Утром социальные работники предлагают переночевавшему человеку размещение в общежитиях для бездомных и другую помощь. В марте, когда прекращаются морозы, капсулы убирают для обслуживания и модернизации.

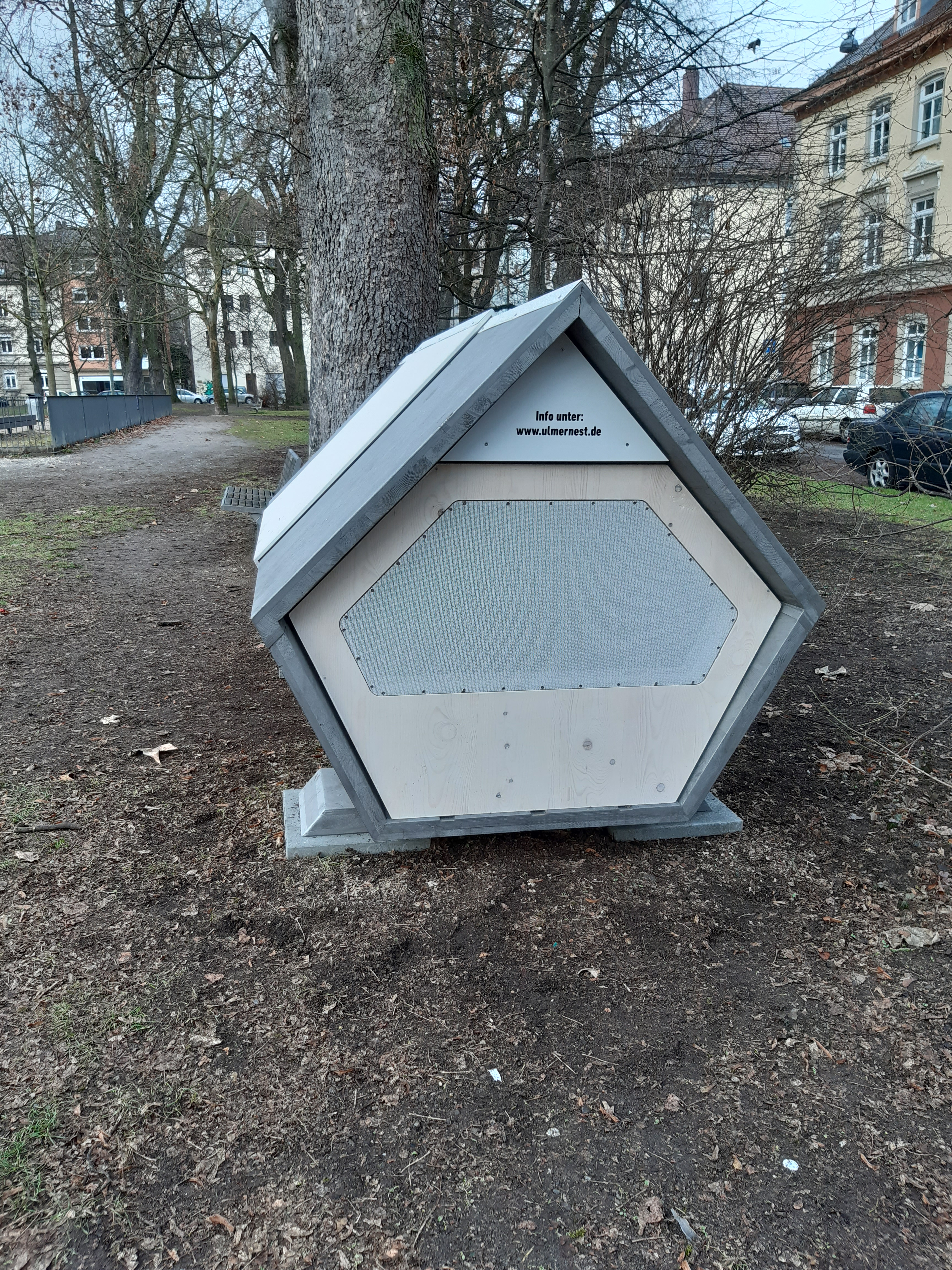
Фронтальный вид на капсулу

Каркас капсулы деревянный, изнутри он обшит теплоизоляционным слоем и покрыт панелями, снаружи имеет жестяное покрытие, ограничивающее попадание влаги внутрь. Внутри капсул установлены замки. На крыше капсул размещены солнечные батареи, питающие вентилятор для подачи воздуха снаружи, освещение, GPS- и сенсорные датчики движения, температуры, влажности, кислорода и дыма, которые передают данные по эксплуатации капсулы на мобильные телефоны социальных сотрудников. Обогрев в капсулах не предусмотрен, нагрев воздуха внутри происходит за счёт эффекта иглу от температуры тела и дыхания посетителя; свежий воздух поступает через теплообменник, а не напрямую с улицы, и поэтому температура внутри немного выше, чем снаружи, но всё же в случае сильных заморозков может опускаться до опасного уровня. В более современных капсулах при слишком низкой температуре температурный датчик запускает систему нагрева помещения, а в случае обнаружения дыма запускается система проветривания и включается сигнализация оповещения служб, поэтому курить внутри запрещено.
Для экстренных случаев капсулы подключены к местной радиосети, что позволяет их посетителям запросить помощь вне зависимости от работы мобильных сетей. Также связь поддерживается и между капсулами.
Дизайнер капсул, Флако Просс, подчёркивает, что они «позволяют благотворительным организациям поддерживать и устанавливать контакт с бездомным населением города», что позволяет оказывать оперативную помощь нуждающимся людям. Перед установкой «гнёзд» разработчики советовались с местными жителями, медиками, помогающими бездомным, а также с самими бездомными. Изначально гнёзда предназначались для людей с питомцами, которым запрещён вход в приют, поэтому, чтобы не разлучаться со своими четвероногими друзьями, бездомные могли бы воспользоваться специально оборудованным «гнездом» для сна со спальным мешком внутри. Для клаустрофобов в конце фронтона каждого гнезда находятся легко открывающиеся аварийные выходы.
Дома-капсулы предназначены для использования в экстренных случаях и не являются альтернативой обычному жилью. Замок капсулы разблокируется в 18:00, зелёный свет от светодиодной лампы снаружи у двери показывает, что гнездо свободно и его можно занять. Внутри встроены розетки, от которых можно зарядить сотовый телефон.
Первые гнёзда можно было открывать в 22:00 и только при температуре ниже нуля, позже правила эксплуатации были пересмотрены. Изначально у гнёзд была плоская крыша и они были похожи на гробы, поэтому, учитывая месторасположение этих спальных мест, появились неприятные шутки о них и критические замечания касательно их высоты. Дизайн был изменён и капсулы получили новый современный футуристический вид. Однако, с учётом совместной работы городских служб и пожеланий бездомных, 10 декабря 2021 года в Ульме были установлены новые капсулы с переработанным дизайном, обшитые стальными профильными листами и лучше утеплённые, теперь гнёзда стали более прочными, тёплыми и надёжными в эксплуатации, а вид футуристической капсулы приобрёл очертания современного мобильного домика.
Муниципалитет города Ульм потратил на создание капсул 35 000 евро, включая уборку и социальные исследования, их ежегодное обслуживание обходится городу в 6000 евро.
Идея мобильных домиков-спален для бездомных последние несколько лет активно прорабатывается разработчиками социального жилья, так, например, сёстры, создавшие компанию Hariri & Hariri Architecture, разработали проект складываемых переносных домиков для беженцев, путешественников и бездомных; в Портленде, штат Орегон, построили деревню из мобильных однокомнатных домиков для бездомных.